# Epiphragma (Eupolyphragma) angusticrenulum
Epiphragma (Eupolyphragma) angusticrenulum is een tweevleugelige uit de familie steltmuggen (Limoniidae). De soort komt voor in het Oriëntaals gebied.